# Otto II. von Warburg
Otto II. von Warburg († 5. Juli 1288 in Helmstedt) war von 1277 bis 1288 Abt der Klöster Werden und Helmstedt.
Otto stammte aus dem ostfälischen Geschlecht von Warburg, das eng mit den Klöstern Werden und Helmstedt verbunden war. Nach seiner Wahl zum Abt von Werden und Helmstedt verkaufte er friesischen Grundbesitz und die zum Hof Asterlagen gehörenden Güter um die Schulden seines Vorgängers Albero von Tecklenburg zu begleichen. In Bezug auf Steuern und Abgaben waren die Helmstedter besonders knauserig und bestritten der Abtei das Recht Abgaben einzufordern. So schlugen sich die Bürger im Jahr 1288 auf die Seite des Fürsten Heinrich von Braunschweig der mit seinen Brüdern Albrecht und Wilhelm in Erbstreitigkeiten lag. Als Abt Otto am 5. Juli persönlich als Vermittler in der Stadt erschien, wurde er auf offener Straße erschlagen. Er wurde in der Ludgerikirche der Abtei beigesetzt.